# 柳家三語楼
柳家 三語楼（やなぎや さんごろう）は、落語家の名跡。柳派に属する。当代は四代目。

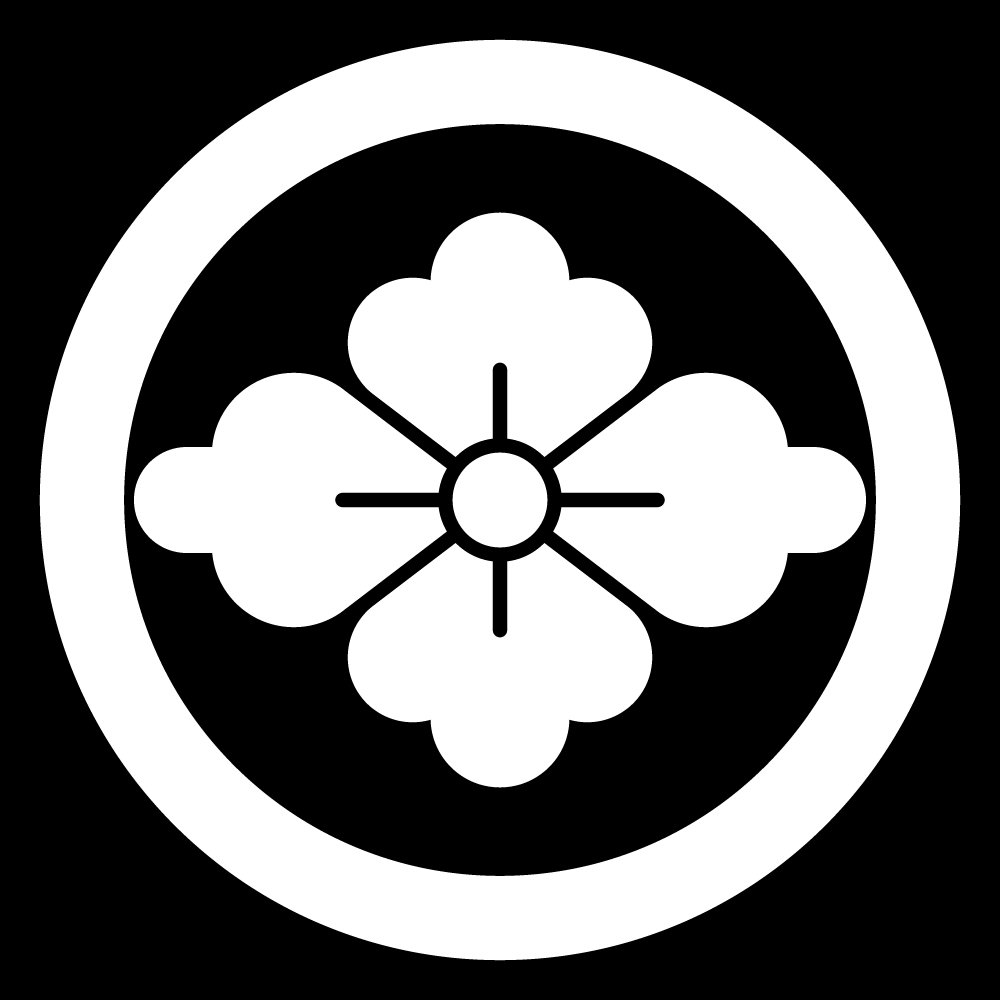
柳派定紋「花菱」

## 代外
後の三遊亭花圓遊。

## 初代
初代 柳家 三語楼（1875年3月17日 - 1938年6月29日）は、落語家。本名∶山口 慶二。

### 経歴
横浜生まれで家業は運送業、セント・ジョセフ・インターナショナル・カレッジ出身で少年時代から外国人商社で働いていたため、噺家としては珍しく英語が堪能だった。落語が好きで、素人落語を長らくやっていた。
1910年頃？に四代目橘家圓喬に入門し右圓喬、1912年師匠圓喬の死後は1913年に二代目談洲楼燕枝門下に移籍し燕洲となり、後に三代目柳家小さん門下で三語楼を名乗った。1916年5月に真打昇進。
大正期を代表する人気落語家の一人で、枕（落語の導入部）に英語を入れるなどナンセンス落語が大いに受けた。1926年（大正15年）に東京落語協会を飛び出し落語協会 、俗に「三語楼協会」を設立。
1927年（昭和2年）に五代目三遊亭圓生が協会へ加わるが、1930年三語楼協会を解散。東京落語協会に戻るも1932年再度離脱。1938年に胃がんで没。享年63。

### 人物
亡くなる直前一時期の弟子五代目古今亭志ん生の次男三代目古今亭志ん朝の本名「強次」は誕生日が陸軍記念日の3月10日で勝利にちなんで三語楼が名付けたとされる。
最初の師匠圓喬を崇拝していた。六代目三遊亭圓生によると「俺が死んだときは、師匠から貰った袴が大事にとってあるから、それをはかして棺の中へ入れてくれ。」と遺言していた。
左の二の腕に刺青を入れていた。また、右足の親指が無く、足袋の親指に綿を入れていた。

### 演目
得意ネタは『九段八景』『寝床』『たぬき』『お直し』『締め込み』など。古典落語に大胆なアレンジを施して五代目志ん生などに伝えるなど、現在に影響を与えた点では初代三遊亭圓遊、初代桂春團治と並ぶ功績をあげている。
「たぬき」で狸が札束に化けた時に使う「いけねえ札から蚤が出てきた。」というのは三語楼の作ったクスグリである。
そのほかには『鰍沢』でお熊にピストルを持たせたり飛行機に乗って女郎買いにいくなどの奇想天外な演出を行っていたために、無名時代は仲間内の評判はよくなかったという。
残されているSPレコードは『厄払い』『嘘の皮』『意趣返し』『眼鏡屋泥棒』『たぬき』『高尾』『見世物風景』『宴会』のほかにコント風の『花嫁十人』『耳鏡』などがある。

### 芸歴
- 1910年∶四代目橘家圓喬に入門、「右圓喬」を名乗る。
- 1913年∶二代目談洲楼燕枝門下に移籍、「燕洲」と改名。
- 三代目柳家小さん門下で「三語楼」を名乗る。
- 1916年5月∶真打昇進。

### 弟子
- 柳家金語楼
- 七代目林家正蔵
- 初代柳家権太楼
- 柳家八語楼
- 五代目古今亭志ん生
- 柳家語ン平
- 柳家三亀松
- 都家琴月
- 柳家金語
- 柳家語楽
- 初代柳家東三楼

### 関連作品
- NHK『いだてん～東京オリムピック噺～』（演：廣川三憲）

## 二代目
二代目 柳家 三語楼（1898年12月15日 - 昭和50年代？）は、落語家。本名∶北村 惣平。

### 経歴
- 初代柳家三語楼に入門、前座名「語ン平」。
- 1921年5月 - 「語らく」と改名。
- 1922年10月 - 「三太楼」と改名。
- 1924年9月 - 「三好」と改名。
- 1927年1月 - 「初代柳家菊語楼」と改名。
- 1946年 - 「二代目柳家三語楼」を襲名。

### 人物
「三語楼協会」では重宝されたが解散後は不遇となり、幇間に転じたこともあった。三語楼を名乗ったものの目立った活躍はしなかった。

## 三代目
現在の六代目柳家小さん。